# Batallón Jeanne d'Arc
El Batallón Jeanne d'Arc (o Bandera Jeanne d'Arc) fue un grupo de combatientes franceses durante la Guerra Civil Española alineados en el bando sublevado del general Francisco Franco. Estaba compuesto por aproximadamente entre 300 y 500 voluntarios franceses, suizos y belgas organizados por el general Paul-Louis Alexandre Lavigne-Delville, veterano de la Primera Guerra Mundial, y el capitán Henry Bonneville Marsangy, que fueron incorporados en la Legión española (el Tercio).
La unidad se formó en mayo de 1937 y tuvo su base de operaciones inicial en Talavera de la Reina. La mayor parte de sus miembros pertenecían a la organización de extrema derecha Croix-de-feu —luego convertida en el Partido Social Francés—, al movimiento Action française y al Partido Popular Francés  de Jacques Doriot.